# 家政婦のエツ子さん
『家政婦のエツ子さん』（かせいふのエツこさん）は、こいずみまりの4コマ漫画。竹書房の雑誌『ビタマンスペシャル』（月刊）1997年3月号に掲載されて以来、連載定着まで同社やぶんか社の諸誌に掲載されていた。『まんがライフMOMO』（月刊）2003年10月増刊号に掲載されて以来、2014年11月号まで同誌で連載された。
タイトルは当初『家政婦♥エツ子』であったが、2004年3月に現在のタイトルに改められた。なお単行本では各回のタイトルロゴが省略されている。

## 作品概要
主人公の市川エツ子は黒藤（コクトー）家の家政婦。父親の借金のカタに売り飛ばされ、一生黒藤家でただ働きという苛酷な運命を強いられた。しかし持ち前の明るさと天然と適応能力は、すぐに黒藤家族を巻き込み、一家になくてはならない存在となる。エツ子と黒藤家族との奇妙な交流を描くコメディー4コマ。なお著者特有のエロと下ネタは控え目になっている。
作者が同人誌『家政婦エツ子総集編』（ただし、発行された時期は、『まんがライフMOMO』での連載が開始される前）で語ったところによると、本作は大島弓子の「ミモザ館でつかまえて」が元ネタ（それのパロディ）になっているとのこと。

## 主な登場人物
エツ子、亜麗と絵里花は単行本第1巻裏表紙に、カミーユとアレキサンダー2号は第2巻裏表紙に、作者による人物解説がある。また第2巻余白頁にも主要登場人物の作者コメントがある。
市川エツ子（いちかわ えつこ）
主人公。17歳。コクトー家に住み込みで働いている家政婦。
血液型はO型。身長は157cm。夏は髪の毛を短くあげている。
亜麗からはエツ子さん、絵里花からはエツ子、カミーユからはエツ子ちゃんと呼ばれる。
コクトー家で一生ただ働き。寝る時以外はメイド服を着させられている（冬でも半袖。冬の外出時は上着を着る）。
コクトー家の人々に対しては特別な敬語を用いることはなく、丁寧語で話しかける。
思ったことをすぐ口に出してしまい（口に出さなくても、顔の表情などで悟られてしまう場合もある）、亜麗や絵里花の不評を買うこともしばしばある。
父親と暮らしていたときは貧乏生活を強いられていたため、100円以内で作るディナーを得意とする。
コクトー家でも貧乏癖が直らず、庭に食用植物を植えたり、極安料理（又は日本家庭の庶民料理）を作ったりして、亜麗や絵里花によく叱られる。
あまり下ネタは解さない。
アオムシとゴキブリが苦手。特にゴキブリは、前後の見境がつかなくなる程嫌っている。
終盤に、亜麗に婚約者がいると知り（実際には、カミーユの大言とエツ子の勘違い）、亜麗に対する恋慕の感情をあらわにした。

### 黒藤家 (Cocteau)
「黒藤」とかいて「コクトー」と呼ぶ。
単行本第2巻までで判明している家族は、父（名前不詳）、母、カミーユ、亜麗（アレイ）、絵里花（エリカ）の5人。
- 父は大金持ちで、県（神奈川?）警察も手が出せないほどの力をもっている。亜麗や絵里花はマフィアであると告白している。
- 母は蒸発したとも死亡したともいわれている。
- 亜麗と絵里花は、父は日本人、母はフランス人と言っている（第1巻裏表紙で、作者が「本当かどうかわかったもんじゃない」とコメントを入れている）。
- カミーユは亜麗・絵里花の異母兄。

日本にあるコクトー家の屋敷はフランスから運ばれた年代物。そのため屋敷の地縛霊も日本に運ばれ、日々悪さをしている。室内は最新式セキュリティーシステムが装備されている。
亜麗・J・コクトー (Arey・J・Cocteau)
16歳。高校1年。血液型は謎。身長は172cm。
学業優秀、容姿端麗。フランス語と日本語を完全に使いこなす。特に理系に強いが、難しい日本語も知っている。
地震と犬とアオムシ（その他あらゆる虫）には弱い。
ソバをうまく食べられないなど日本文化に完全に馴染んでいるわけではない。その一方、紅白歌合戦の特定シーンを欠かさず見るなど、日本文化の一部には深く染まっている。
当初は仕事に慣れていないエツ子を叱り飛ばしたり、エツ子の無知につけこんでからかったりしていたが、その後は時折エツ子のことを気にするそぶりを見せるようになる。
子供の頃にお気に入りだった家政婦がエツ子に似ていたとも指摘されている。
カミーユとは仲がよくない。カミーユの奇行や放言に神経を逆撫でされることもしばしばある。カミーユがエツ子にシモネタを言おうとしたときには、ムキになって阻止する。
カミーユが登場してからは、エツ子がコクトー家に慣れてきたことや、苛立ちの対象がカミーユに移ったこともあり、エツ子に対する風当たりは穏やかになっていった。
絵里花・C・コクトー (Erika・C・Cocteau)
14歳。中学2年。血液型は謎。身長は151cm。あまり表情を変えない金髪の美少女。
呪術を得意とし、霊との会話の外、除霊もできる。
手芸や模造品製作を得意とする。
当初は「凶悪ウサギちゃん」という性悪顔のウサギのぬいぐるみ（作者の説明によると、絵里花の自作で、魔除けの役割を果たしているハズ、とある）を持ち歩いていた。その後「凶悪ウサギちゃん」は長い間登場しなくなっていたが、最終回「おつとめおしまい」で、ある少女に受け継がれていた。
護身術に長けている（スナッフムービーへの出演依頼が多数あったといわれている）。
歌を歌えば、怪しげな咆哮のように聞こえる（作中では、「ボエ～～～～」と表現される）。
物事に動じることはほとんどないが、（まだ若年ではあるが）胸のないことを気にしている。
カミーユ・レ・コクトー (Camille・L・Cocteau)
亜麗と絵里花の異母兄。年齢不明（亜麗よりもかなり年上）、職業不明、血液型謎。単行本2巻から登場。
だらしない生活を送っている。
日本に仕事で来たが、しばらくコクトー家に居着くことになった。
たまにエツ子をからかうが、エツ子には全く興味がないとのこと。
しばしば下ネタ発言や奇行などで亜麗を怒らせる。
男装した女の子が好みという変態（ただし本人の意志に反して強要したりせず、また自分の趣味が変態であることも認識している）。
エツ子は亜麗よりも非常識人だと見なしている。
当初は普通のファッションだったが、「おつとめ40」から奇異な服装（作者曰く「変態服」）で登場するようになる（作者のコメントとして「毎回一番苦労してるのが（男子の）服のデザイン」、「変態服は特に考えずに描けるのでとてもラク」とある）。
アレキサンダーII号 (Alexander II)
カミーユの飼い犬。6歳くらい。ゴールデンレトリバーのメス犬。単行本第2巻から登場。
略称アレックス。エツ子からは「アレックスくん」と呼ばれる。
絵里花のプレゼントとしてカミーユに与えられた。
穏やかで優しい犬だが、カミーユが命令すると極度な戦闘能力を発揮する。
アンナマリア
「アンナマリア」は偽名だとされている。
むかしコクトー家で護衛をしていた。射撃の名手。第2巻～第5巻及び第8巻の巻頭カラーに登場する。
護衛が仕事だったがメイド服を着ており、容貌はエツ子に似ていた。ただし運動神経などはエツ子と比較にならない凄腕の護衛者。
亜麗（子供のころ）のお気に入りだった。
当初は単行本限定のキャラだったが、「おつとめ135～おつとめおしまい」でストーリーに係わり、正体が明らかとなる。

### その他
市川宿六
42歳。妻（エツ子の母）に逃げられ、酒と博奕に溺れた男。
エツ子と同じく楽天的な生活を送っている。
借金のためエツ子とともにヤクザに捕まったときはエツ子を助けようとしたが、エツ子が家政婦として売り飛ばされる程度 (?) だと分ると自分だけ逃げ出した。
エツ子には憎まれていない。
久里唐（くりから）
ヤクザの手下。エツ子をコクトー家につれてきた。
しばしばコクトー家を訪れ、エツ子を別の場所に売り飛ばそうと画策するが、亜麗に追い返される。
第1巻を除いて出番がない（第6巻の巻頭カラーにエツ子の回想として2コマだけ登場）。
ミキ
エツ子の高校時代の友人。「おつとめ2」に一度だけ登場。その後「おつとめ136」で、エツ子の夢の中に出てきた（作者の絵柄の変化により、容姿が異なる）。
メグ
エツ子の高校時代の友人。「おつとめ2」に一度だけ登場。その後～（以下同文）。
天本レイ（麗）
絵里花の友達。一見美少年のようであるが、実は女の子。
見た目だけでなく、仕草や言葉遣いも貴公子的な男性風（将来は、宝塚の男役を目指しているとのこと）。しかし、絵里花のコレクション（内容は不明だが、変態的なものらしい）や寄生虫に興味を示すなど、風変わりな面も持ち合わせている。
カミーユの好みに合致しているので、コクトー家を訪れたときには、カミーユに目をつけられないように周囲が気をつけていたが、本人がカミーユに対して好意を持ってしまう（カミーユ自身は、自分に好意を向ける人には萌えない、とのこと）。

## 書誌情報

### 掲載誌
- ビタマンスペシャル（竹書房）：1997年3月号。
- まんがアロハ!（ぶんか社）：1998年6月号及び7月号。
- まんが4コマ丼（ぶんか社）：1998年8月号及び9月号。
- まんがライフオリジナル（竹書房）：1999年9月増刊号「丹沢恵スペシャル」。
- まんがライフMOMO（竹書房）：2003年10月増刊号から2014年11月号まで連載。

### 単行本
竹書房より「Bamboo comics」として刊行されている。
1. 第1巻（2005年3月17日初版発行） ISBN 4-8124-6141-3
2. 第2巻（2006年9月26日初版発行） ISBN 4-8124-6500-1
3. 第3巻（2007年11月7日初版発売） ISBN 978-4-8124-6762-6
4. 第4巻（2009年5月27日初版発売） ISBN 978-4-8124-7091-6
5. 第5巻（2010年7月27日初版発売） ISBN 978-4-8124-7421-1
6. 第6巻（2011年11月26日初版発売） ISBN 978-4-8124-7699-4
7. 第7巻（2013年5月7日初版発売） ISBN 978-4-8124-8160-8
8. 第8巻（2014年11月17日初版発売） ISBN 978-4-8019-5029-0